# Ballards Gore
Ballards Gore – wieś w Anglii, w hrabstwie Essex. Leży 25 km na południowy wschód od miasta Chelmsford i 61 km na wschód od Londynu.